# Stefano Natale (attore)
Stefano Natale (Roma, 24 dicembre 1951) è un attore e musicista italiano.

## Biografia
Nato a Roma nel 1951, è stato il coinquilino dell'allora poco conosciuto Carlo Verdone. Grande amico di quest'ultimo, sarà proprio Verdone a farlo debuttare al cinema, nel film Bianco, rosso e Verdone del 1981. Dopo questo film lavorerà come segretario di produzione per il film Amami di Bruno Colella (1992) e interpreta ruoli minori in film come Miracolo italiano (1994), Classe mista 3A (1996), oppure Il grande botto (2000). Nel 2008 ritorna a lavorare con Verdone nel film Grande, grosso e Verdone, interpretando stavolta un ruolo più importante. Successivamente passa alla televisione, interpretando alcune fiction o film per la televisione. Nel 2024 interpreta sè stesso nella seconda stagione di Vita da Carlo di Verdone.

## Filmografia

### Cinema
- Bianco, rosso e Verdone, regia di Carlo Verdone (1981)
- Miracolo italiano, regia di Enrico Oldoini (1994)
- Classe mista 3A, regia di Federico Moccia (1996)
- Boom, regia di Andrea Zaccariello (1999) - episodio Il figlio di Pelè
- Carta vetrata, regia di Arduino Sacco (1999)
- Il grande botto, regia di Leone Pompucci (2000)
- Grande, grosso e Verdone, regia di Carlo Verdone (2008)
- Daitona, regia di Lorenzo Giovenga (2019)

### Televisione
- La scalata - miniserie televisiva (1993)
- Giornalisti (2000) - serie televisiva
- La luna di Roma - miniserie televisiva (2007)
- La mia casa è piena di specchi, regia di Vittorio Sindoni (2010) - film tv
- Rocco Schiavone (2016) - serie televisiva (cameo)
- Vita da Carlo - serie televisiva (2024) - stagione 2

### Segretario di produzione
- Amami, regia di Bruno Colella (1992)

### Colonna sonora
- Che meraviglia, amici!, regia di Mario Gariazzo (1992)

### Doppiaggio
Alex Di Fede in Grande, grosso e Verdone (2008)